# Quentin Halys
Quentin Halys (ur. 26 października 1996 w Bondy) – francuski tenisista, triumfator French Open 2014 w grze podwójnej chłopców.

## Kariera tenisowa
Jako junior osiągnął cztery finały turniejów wielkoszlemowych i wraz z Benjaminem Bonzim zdobył tytuł mistrza French Open 2014 w grze podwójnej chłopców.
Status zawodowego tenisisty Halys uzyskał w 2012 roku. W maju 2013 roku, dzięki otrzymaniu dzikiej karty, wystąpił w kwalifikacjach seniorskiego French Open, dochodząc w nich do drugiej rundy. W maju 2015 roku, po pomyślnym występie w kwalifikacjach imprezy w Nicei, zadebiutował w turnieju głównym imprezy rangi ATP World Tour. Tydzień później zadebiutował w drabince głównej gry pojedynczej mężczyzn podczas French Open 2015, przegrywając w pierwszej rundzie z Rafaelem Nadalem 3:6, 3:6, 4:6. W styczniu 2016 roku osiągnął drugą rundę Australian Open, w której uległ Novakowi Đokoviciowi 1:6, 2:6, 6:7(3).
Halys wygrał również siedem singlowych oraz siedem deblowych imprezy w cyklu ATP Challenger Tour.
Najwyżej sklasyfikowany w rankingu singlistów był na 61. miejscu (16 stycznia 2023), natomiast w zestawieniu deblistów na 129. pozycji (3 października 2022).

### Finały juniorskich turniejów wielkoszlemowych

#### Gra pojedyncza (0–1)
| Końcowy wynik | Rok  | Turniej | Nawierzchnia | Przeciwnik  | Wynik finału  |
| Finalista     | 2014 | US Open | Twarda       | Omar Jasika | 6:2, 5:7, 1:6 |

#### Gra podwójna (1–2)
| Końcowy wynik | Rok  | Turniej         | Nawierzchnia | Partner                  | Przeciwnicy                     | Wynik finału |
| Finalista     | 2013 | US Open         | Twarda       | Frederico Ferreira Silva | Kamil Majchrzak Martin Redlicki | 3:6, 4:6     |
| Finalista     | 2014 | Australian Open | Twarda       | Johan Sébastien Tatlot   | Lucas Miedler Bradley Mousley   | 4:6, 3:6     |
| Zwycięzca     | 2014 | French Open     | Ceglana      | Benjamin Bonzi           | Lucas Miedler Akira Santillan   | 6:3, 6:3     |